# Sporting Clube da Brava
O Sporting Clube da Brava é um clube multiesportivo localizado na Ilha Brava, em Cabo Verde. O clube possui departamentos que incluem o futebol.

## História
O Sporting Clube da Brava, fundado em 30 de abril de 1989, é uma filial do Sporting Clube de Portugal.
O Sporting Clube da Brava foi o primeiro de dois clubes não-filipenses a participar do Torneio Municipal de São Filipe (o outro foi Batuque, da ilha de São Vicente, que venceu um único título, no verão de 2016).
Sporting Brava venceu o primeiro título insular em 2014. O clube possui os campeonatos: um título de taça e supertaça e quatros títulos de torneios de aberturas.
Recentemente, Sporting venceu todas as competições regionais, campeonato, taça e supertaça, foi segundo na Taça da Brava.

## Títulos
- Liga Insular da Brava: 5

2014, 2015, 2016, 2017, 2019
- Taça da Brava: 2

2016, 2019
- Super Taça da Brava: 2

2014, 2019
- Torneio de Abertura da Brava: 4

2013, 2014, 2015/16, 2016/17
- Outros:
  - Torneio Municipal de São Filipe: 1

2016

## Futebol

### Palmarés
| Escalão | Nº Presenças | Títulos | Melhor Classificação |
| I       | 2            | 0       | 5° (nivel do grupo)  |
| II      | 36-38        | 7       | 1°                   |

### Classificações

#### Nacionais
| Temporada | Div     | Pos     | Pts    | J  | V | E | D  | G.M. | G.S. | Diff. |
| 2014      | 1A      | 6       | 2 pts  | 5  | 0 | 2 | 3  | 3    | 13   | -9    |
| 2015      | 1B      | 5       | 1 pta  | 5  | 0 | 1 | 4  | 5    | 16   | -11   |
| 2016      | 1A      | 4       | 6 pts  | 5  | 2 | 0 | 3  | 6    | 7    | -1    |
| 2017      | 1A      | 2-E     | 10 pts | 6  | 3 | 1 | 2  | 6    | 5    | +1    |
| Totais:   | Totais: | Totais: | 9 pts  | 21 | 5 | 4 | 12 | 20   | 41   | -21   |

2-E, O clube foi segundo no grupo e eliminado na semifinais

#### Regionais
| Temporada | Div | Pos | Pts    | J  | V  | E | D | G.M. | G.S. | Diff. |
| 2013-14   | 2   | 1   | 32 pts | 12 | 10 | 2 | 0 | 39   | 11   | +28   |
| 2014-15   | 2   | 1   | 28 pts | 12 | 8  | 4 | 0 | 34   | 4    | +25   |
| 2015-16   | 2   | 1   | 34 pts | 12 | 11 | 1 | 0 | 63   | 6    | +57   |
| 2016-17   | 2   | 1   | 34 pts | 12 | 12 | 0 | 0 | 67   | 7    | +60   |
| 2017-18   | 2   | 2   | 30 pts | 12 | 10 | 0 | 2 | 44   | 9    | +35   |
| 2018-19   | 2   | 1   | 25 pts | 10 | 8  | 1 | 1 | 38   | 6    | +32   |

## Estatísticas
- Melhor classificação: 4°(nacional)
- Melhor posição nos competições das taças/copas: 1° (regional)
- Melhor posição nas taças regionais: 1° (regional)
- Apresentadas na competições das super taças regionais: 3
- Apresentadas no Campeonato Nacional: 3
- Vitórias totais: 2 vitórias (nacional)
- Gols totais: 14 gols (nacional)
- Pontos totais: 9 pontos (nacional)
- Gols na temporada
  - Nacional: 9 gols, em 2016 e 2017
  - Regional 67 gols, em 2017
- Melhor pontos na temporada:
  - Nacional: 10 pontos, em 2017
  - Regional: 36 pontos, em 2017
- Vitórias na temporada:
  - Nacional: 3 vitórias, em 2017
  - Regional: 12 vitórias, em 2015 e 2017
- Melhores jogos artilheiradas:
  - Campeonato Nacional: 2 com três gols:
    - FC Ultramarina 4-3 Sporting Brava, 4 de junho de 2015
    - Sinagoga 2-3 Sporting Brava, 15 de maio de 2016

  - Campeonato Regional: Corôa 2-16 Sporting Brava, 30 de abril de 2017
- Mais jogos derrotado na temporada: 4 (nacional), em 2015
- Derrotas totais: 10 (nacional)

## Treinadores
- Emanuel de Pina (Loco ou Ney Loko) - desde novembro de 2013.
- Carlos Vereza.